# Metz (Californie)
Pour les articles homonymes, voir Metz (homonymie).
Metz (anciennement : Chalone) est une communauté non incorporée du comté de Monterey, en Californie aux États-Unis.

## Source
- (en) Cet article est partiellement ou en totalité issu de l’article de Wikipédia en anglais intitulé « Metz, California » (voir la liste des auteurs).

1. ↑  (en) « Metz (Californie) », Geographic Names Information System